# Heikki Reenpää
Heikki Reenpää (till 1935 Renqvist), född 19 januari 1896 i Helsingfors, död 1959, var en finländsk bokförläggare. Han var son till Alvar Renqvist och far till Heikki A. Reenpää. 
Reenpää blev student 1914, prokurist vid det av fadern grundade Förlags Ab Otava 1921, biträdande direktör där 1928 och var företagets verkställande direktör från 1938 till 1956, då han efterträddes av brodern Kari Reenpää. Han tilldelades professors titel 1956.